# Allium marginatum
Allium marginatum är en amaryllisväxtart som beskrevs av Victor von Janka. Allium marginatum ingår i släktet lökar, och familjen amaryllisväxter. Inga underarter finns listade i Catalogue of Life.